# Larry McCray
Pour les articles homonymes, voir McCray.
Larry Mc Cray (né le 15 avril 1960 à Magnolia dans l’Arkansas) est un chanteur et un guitariste de blues américain.

## Biographie
Larry McCray fait partie de la poignée de talentueux jeunes interprètes de blues. Il joue un blues rock original : une guitare chaleureuse, une voix soul ont attiré l'attention sur lui à travers le monde.
Travailleur acharné, McCray est payé de retour quand il devient le premier artiste signé par la division 'blues - Records Pointblank' de Virgin Records. En 1990, ils sortent son premier album, Ambition, qui est bien accueilli par la presse américaine et européenne.
1993 voit la sortie du deuxième album de McCray, Delta ouragan, qui est enregistré à Memphis.
En 1998, Born To Play The Blues lui fait faire un pas de géant. Des lignes de guitares souvent éblouissantes sont jumelées avec confiance ; chant soul ensoleillé, rythmes funk discrets et riffs rock.
L'année 2000 voit le guitariste établir sa propre compagnie de disques indépendante en collaboration avec Koch, formant Records Magnolia. Ceci permet à Mac Cray de réaliser ses albums sans la pression d’un label.
McCray est honoré au « Orville Gibson 2000 guitariste » en tant que guitariste blues de l'année. « Jeff Beck, Eric Clapton, comme sept ou huit autres personnes ont été désignés, également », déclare fièrement McCray.
Avec Records Magnolia sa nouvelle maison et un jeune fils à élever, McCray se met ensuite un peu en retrait pour quelque temps.
Magnolias Records publie son premier album live, Live on interstate 75, le 6 décembre 2005. En Novembre 2006, le dernier CD de Larry sort avec le titre tout simplement éponyme : Larry McCray. On y trouve un musicien libéré et qui gagne en popularité aux États-Unis et, d'un océan à l'autre, il fait également sensation en Europe.

## Discographie
- Ambition (1990)
- Delta Hurricane (1993)
- Meet Me At The Lake (1996)
- Born To Play The Blues (2000)
- Believe It (2001)
- Blues Is My Business (2001)
- Live On Interstate 75 (2006)
- Larry McCray (2007)

## Participations
- 1995 : Baton Rouge de Larry Garner (Polydor)